# Иванова, Евдокия Алексеевна
Евдокия Алексеевна Иванова (в замужестве — Соколова; 1810, Спасское-Лутовиново — 1905, Екатеринбург) — русская театральная драматическая актриса, оперная певица (сопрано).

## Биография
Родилась в 1810 году в имении Спасское-Лутовиново, принадлежавшем матери И. С. Тургенева Варваре Петровне.
Обучалась в театральной школе при крепостном театре В. П. Тургеневой. В 13 лет была выкуплена в числе других крепостных актрис антрепренёром П. А. Соколовым. Играла в драматических, оперных и водевильных спектаклях в Воронеже, Тамбове, Саратове, Симбирске (1831—1832), Казани и других провинциальных городах. Училась у М. Щепкина, которого Соколов приглашал на гастроли в Казань.
В 16 лет после успешного исполнения партии Анюты в комической опере «Мельник — колдун, обманщик и сват» по пьесе Аблесимова заняла ведущее положение в театре Соколова, получала сольные оперные партии и главные роли в водевилях.
В начале 1840-х годов Соколов выкупил актрису из крепостной зависимости и женился на ней. В 1843 году труппа приезжает на Урал, и в течение 15 лет Иванова играет в Екатеринбургском Городском театре, а также на площадках Ирбита и Перми.
После смерти мужа Иванова некоторое время сама держала антрепризу, затем уехала в Иркутск и на протяжении 12 лет выступала в антрепризе П. Медведева. В 1870 (или 1875) году вернулась в Екатеринбург. Последний раз вышла на сцену 16 мая 1899 года в водевиле «Бедовая бабушка».
Скончалась 26 декабря 1904 (8 января 1905) года в Екатеринбурге. Похоронена на Спасском (единоверческом) кладбище.
Один из современников артистки писал:

«Она внимательно ко всему в своих ролях, даже в самых мелких подробностях, начиная с костюма. Все трудные положения и переходы из одного состояния духа в другое выполняет отлично. Она выдерживает характеры, как актриса умная, опытная и искусная. Игра её от начала до конца пьесы ровна, свободна и увлекательна».

## Роли в театре
- «Мельник — колдун, обманщик и сват» А. Аблесимова — Анюта
- «Жизнь за царя» М. Глинки — Ваня
- «Черное домино, или Таинственная маска» Д.Обера — Аннхен, Амина, Анджела
- 1899 — «Бедовая бабушка» А. Баженова

## Признание
- Евдокию Иванову биографы называют «бабушкой уральского театра», «бабушкой уральской сцены».
- История жизни Евдокии Ивановой легла в основу повести «Доброе старое время» и рассказа «Поправка доктора Осокина» Д. Н. Мамина-Сибиряка. По свидетельству писателя, история Екатеринбургского театра в историческом очерке «Город Екатеринбург» написана им со слов актрисы.
- Игру Е. А. Ивановой высоко ценили М. Писарев, В. Давыдов, И. Тургенев (в 1861 году писатель подарил ей свой портрет).